# Enhanced Graphics Adapter

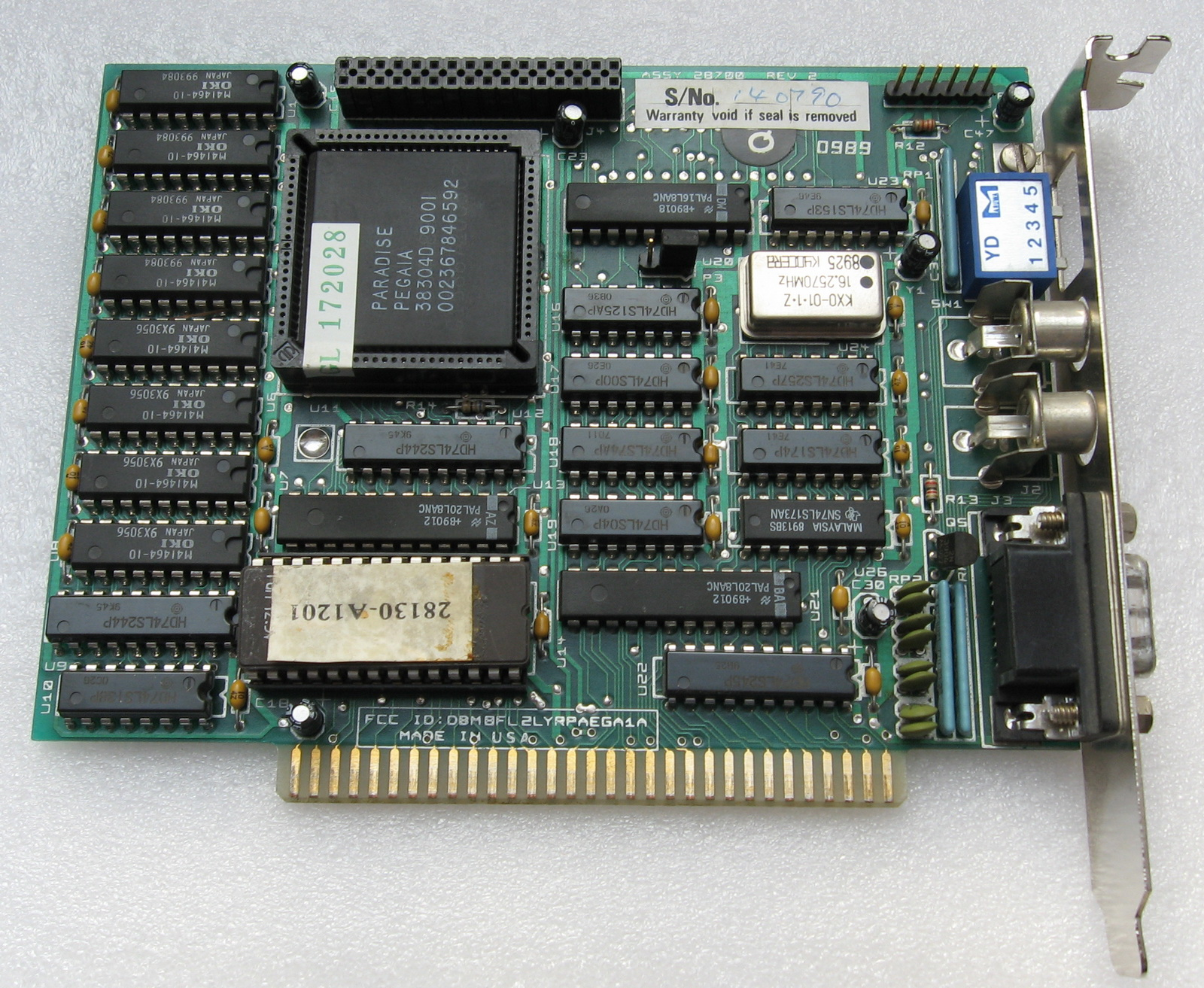
Carte graphique EGA 8 bits

Pour les articles homonymes, voir EGA.
L'Enhanced Graphics Adapter (EGA), pour adaptateur graphique enrichi, est un ancien standard d'affichage graphique. Ses fonctionnalités se trouvent entre le CGA et le VGA. Le terme désigne aussi trois modes graphiques (appelés modes graphiques EGA) : les modes 320x200 et 640x200 en 16 couleurs fixes et le 640x350 en 16 couleurs parmi 64.

## Caractéristiques
Introduit en 1984 par IBM pour son nouvel ordinateur personnel PC-AT, l'EGA est en partie compatible avec le CGA, et peut afficher une image de 16 couleurs en 640×350 pixels. Les cartes graphiques EGA comprenaient une ROM de 16 kilooctets d'extension au BIOS, et un générateur d'adresses Motorola MC6845.
En 640×350, chacune des 16 couleurs peut être définie par une couleur RVB, via un mécanisme de palette. Chaque couleur peut être choisie parmi 64 (deux bits par pixel pour le rouge, le vert, et le bleu). Il existe aussi les modes graphiques EGA 16 couleurs du CGA 640×200 et 320×200, dans ce cas seules les 16 couleurs CGA/RVBI sont disponibles. 
Les cartes graphiques EGA sont partiellement compatibles avec les modes graphiques CGA. Les cartes EGA peuvent s'accommoder d'un moniteur MDA par le biais de cavaliers sur la carte. Seul le mode 640×350 est disponible dans ce cas.
Le standard EGA fut rendu obsolète par l'introduction du VGA par IBM en avril 1987, dans la gamme d'ordinateurs PS/2.

## Palette par défaut
| Palette par défaut correspond aux couleurs du mode texte des cartes CGA | Palette par défaut correspond aux couleurs du mode texte des cartes CGA | Palette par défaut correspond aux couleurs du mode texte des cartes CGA |
| Couleur                                                                 | valeur RGB                                                              | Numéro                                                                  |
| ----------------------------------------------------------------------- | ----------------------------------------------------------------------- | ----------------------------------------------------------------------- |
| 0 – noir (#000000)                                                      | 000000                                                                  | 0                                                                       |
| 1 – bleu (#0000AA)                                                      | 000001                                                                  | 1                                                                       |
| 2 – vert (#00AA00)                                                      | 000010                                                                  | 2                                                                       |
| 3 – cyan (#00AAAA)                                                      | 000011                                                                  | 3                                                                       |
| 4 – rouge (#AA0000)                                                     | 000100                                                                  | 4                                                                       |
| 5 – magenta (#AA00AA)                                                   | 000101                                                                  | 5                                                                       |
| 6 – brun (#AA5500)                                                      | 010100                                                                  | 20                                                                      |
| 7 – gris clair (#AAAAAA)                                                | 000111                                                                  | 7                                                                       |
| 8 – gris foncé (#555555)                                                | 111000                                                                  | 56                                                                      |
| 9 – bleu brillant (#5555FF)                                             | 111001                                                                  | 57                                                                      |
| 10 – vert brillant (#55FF55)                                            | 111010                                                                  | 58                                                                      |
| 11 – cyan brillant (#55FFFF)                                            | 111011                                                                  | 59                                                                      |
| 12 – rouge brillant (#FF5555)                                           | 111100                                                                  | 60                                                                      |
| 13 – magenta brillant (#FF55FF)                                         | 111101                                                                  | 61                                                                      |
| 14 – jaune (#FFFF55)                                                    | 111110                                                                  | 62                                                                      |
| 15 – blanc (#FFFFFF)                                                    | 111111                                                                  | 63                                                                      |

## Modes graphiques de l'EGA
- Le mode 320x200 en 16 couleurs fixes, mode 7 en BASIC, 0Dh pour le BIOS
- Le mode 640x200 en 16 couleurs fixes, mode 8 en BASIC, 0Eh pour le BIOS
- Le mode 640x350 en 16 couleurs parmi une palette de 64, mode 9 en BASIC, 10h pour le BIOS
- Le mode 640x350 en 16 tons de gris, mode 10 en BASIC, 0Fh pour le BIOS

## Palette de l'EGA

EGA Color Table

Une couleur en EGA est déterminé ainsi :
bits      543210

couleur   RVBrvb
Où :
B pour bleu vif
b pour bleu foncé
V pour Vert vif
v pour vert foncé
R pour rouge vif
r pour rouge foncé
Il y a donc trois tons pour les rouges, vert et bleu (en mettant deux bits à 1, on obtient une troisième teinte plus brillante que les deux autres.